# Pokomo
Die Pokomo (Wapokomo) sind eine Bantu-Volksgruppe in Kenia, die am Tana-Fluss von Landwirtschaft sowie von Fischerei lebt. Ihre Bevölkerungszahl liegt bei etwa 50.000.

## Geschichte
Die Pokomo kamen im 17. Jahrhundert von Norden her aufgrund von kriegerischen Auseinandersetzungen (im Zusammenhang mit der Expansion der Oromo) in ihr heutiges Gebiet. Sie sind heute in zwei Gruppen aufgeteilt, die Upper Pokomo am Oberlauf des Flusses (etwa 75 % der Gesamtbevölkerung) und die Lower Pokomo am Unterlauf.
Die Lower Pokomo wurden ab den 1870er Jahren durch das Wirken von Missionaren christianisiert und waren bis 1914 praktisch vollständig zum Christentum übergetreten. 1887 begannen Mitarbeiter der Neukirchener Mission unter den Pokomo zu wirken. Bereits 1893 gaben viele Pokomo ihren animistische Sicht auf und wandten sich dem christlichen Glauben zu. Das Neue Testament wurde in dieser Zeit in die Pokomosprache übersetzt. Mit dem Ersten Weltkrieg wurden die Neukirchener Missionare in britische Internierungslager nach Indien überstellt, so dass die Arbeit eingestellt werden musste. Erst 1926 konnte diese Arbeit der Neukirchener Mission erneut aufgenommen werden. Auch ohne weiße Missionare hatte sich die Zahl der getauften Christen 1914 bis 1926 mehr als verdoppelt.
Die Upper Pokomo sind hingegen seit der ersten Hälfte des 20. Jahrhunderts Muslime. Viele vorchristliche und vorislamische Pokomo-Traditionen werden nur mehr von älteren Leuten befolgt. Die den Upper Pokomo flussaufwärts benachbarten Korokoro werden zum Teil als Pokomo bezeichnet; sie sprechen ausschließlich die Sprache der Orma, einer kleineren Untergruppe der Oromo.

## Lebensweise
Die Pokomo leben in kleinen Dörfern mit 10 bis 60 Hütten mit Grasdächern. Ihre Lebensgrundlagen sind der Anbau von Mais, Kochbananen und Zuckerrohr und die Fischerei im Fluss. Die benachbarten Volksgruppen der Oromo im Westen und der Somali im Osten sind hingegen mehrheitlich nomadische Viehzüchter. Zwischen ihnen und den Pokomo kommt es gelegentlich zu Konflikten um Wasser und Land.

## Sprache
Die Sprache Pokomo gehört zu den Bantusprachen und bildet innerhalb dieser mit Swahili, den Dialekten der Mijikenda u. a. die Untergruppe der genetisch verwandten Sabaki-Sprachen. Sie lässt sich in Upper und Lower Pokomo unterteilen; das besonders archaische Malankote steht diesen beiden Varianten des Pokomo am nächsten und wird von den Pokomo als Teil des Upper Pokomo gesehen, stellt jedoch womöglich eher eine eigene Sprache dar. Upper und Lower Pokomo bilden ein Dialektkontinuum, zwischen dessen Enden die Unterschiede angesichts der Sprecherzahl und räumlichen Entfernung beträchtlich sind. Sie sind vom nördlichen Swahili, von zentralkenianischen Thagicu-Sprachen (besonders Meru), Orma, Dahalo und Boni beeinflusst, das Malankote enthält zusätzlich Einflüsse des Somali und mindestens einer nicht näher identifizierbaren Sprache.
Ein Lied der Pokomo, das von Müttern für ihre Kinder gesungen wird, diente als Grundlage für die Melodie der Nationalhymne Kenias.